# 相対貿易法
相対貿易法（あいたいぼうえきほう）とは、江戸時代前期に長崎においてオランダなどを相手に行われていた貿易取引の方法。相対売買法（あいたいばいばいほう）とも。

## 概要
「相対売買」とは、当事者間相互の合意に基づく商取引のことで、当該取引が外国商人との取引であれば「相対貿易」とも称した。
長崎貿易においては、貿易の最重要商品であった生糸に関しては糸割符制度による取引が実施されていたが、他の商品に関しては原則として相対売買（貿易）が実施されていたと考えられている。1655年（明暦元年）以後、生糸の糸割符制度が廃止されて長崎貿易は相対売買（貿易）が基本とされた。相対売買（貿易）は特定の仲間以外の商人も自由に貿易に参加が出来る反面、輸入品の価格統制が効かず、結果的に長崎貿易の過熱によって輸入品の価格上昇と金銀の流出につながった。このため、1672年（寛文12年）に市法貿易法に切り替えられたが、これも1684年（貞享元年）に廃止されて、明暦以前の取引方法に戻されることになった。